# Tekst bizantyjski

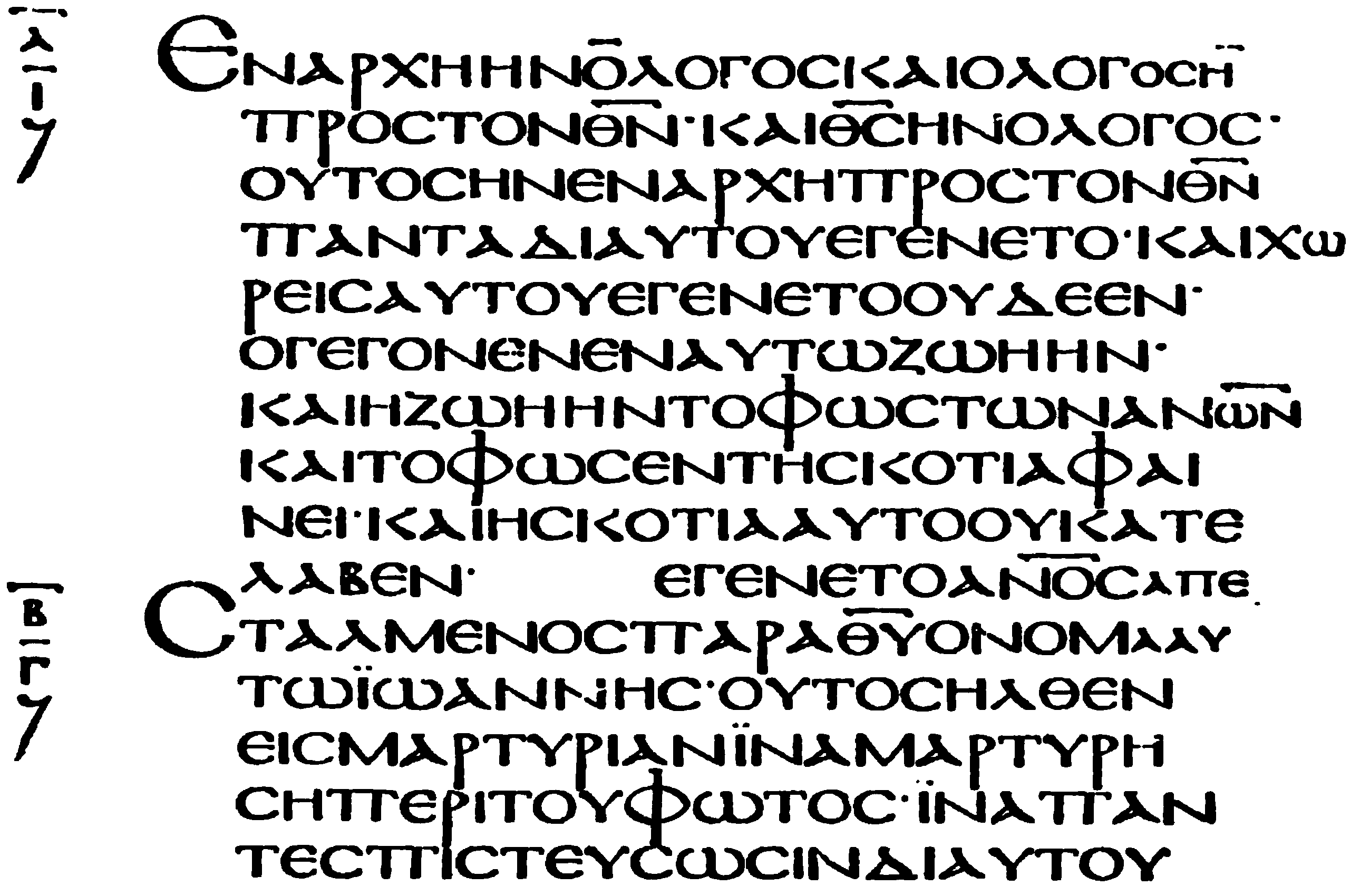
Początek Jana w Kodeksie Aleksandryjskim przekazującym w Ewangeliach tekst bizantyjski, w pozostałych zaś księgach NT – tekst aleksandryjski

Tekst bizantyjski (albo bizantyński) – nazwa używana w odniesieniu do jednej z czterech rodzin podstawowych typów greckiego tekstu Nowego Testamentu. Nazwa „bizantyjski” nadana została przez B.H. Streetera i F.G. Kenyona. Westcott i Hort nazywali go syryjskim, określany też bywa antiocheńskim. Ponieważ ten typ tekstu reprezentuje ponad 80% rękopisów, nazywany bywa tekstem większości lub większościowym (The Majority Text). W aparacie krytycznym oznaczany jest symbolem {\displaystyle {\mathfrak {M}}} lub Byz.

## Cechy charakterystyczne tekstu bizantyjskiego
Charakteryzuje się czystszym, bardziej zbliżonym do klasycznego, językiem greckim, drobnymi dodatkami, a nawet słowami, które występują w innych przekładach. Inną jego cechą jest dążenie do harmonizacji paralelnych tekstów  Ewangelii. Uczeni oceniają go na ogół nisko, jednak jak na to wskazuje porównanie z Chester Beatty I, zachowało się w nim sporo starożytnych lekcji.
Zachodzą zauważalne różnice pomiędzy wczesnym tekstem bizantyjskim z wieków IV-V a późnym tekstem bizantyjskim (po wieku IX). Widoczne jest to zwłaszcza przy porównaniu tekstu Ewangelii z  Kodeksu Aleksandryjskiego z minuskułami pochodzącymi z XII-XIV wieków.

## Świadkowie tekstu bizantyjskiego
Do grupy tekstu bizantyjskiego należy ponad 80% rękopisów. Po raz pierwszy pojawia się w cytatach  Jana Chryzostoma (350–407). Od wieku IX dominuje w greckim świecie. Najznakomitszym reprezentantami tej grupy są: Kodeks Aleksandryjski (tylko Ewangelie), Kodeks Efrema (tylko Ewangelie) i Kodeks Waszyngtoński (tylko Mt i Łk). Rodzinę tę reprezentuje większość powstałych po wieku XI minuskułów.
| Symbol  | Nazwa                    | Wiek    | Zawiera                       |
| A (02)  | Kodeks Aleksandryjski    | ok. 400 | Ewangelie                     |
| C (04)  | Kodeks Efrema            | V       | Ewangelie                     |
| W (032) | Kodeks Waszyngtoński     | V       | Mt 1-28; Łk 8, 13 – 24, 53    |
| Q (026) | Kodeks Gwelferbytański B | V       | Łk – J                        |
| 061     | –                        | V       | 1 Tm 3, 15-16; 4, 1-3; 6, 2-8 |
| E (07)  | Codex Basilensis         | VIII    | Ewangelie                     |
| F (09)  | Codex Boreelianus        | IX      | Ewangelie                     |
| G (011) | Codex Seidelianus I      | IX      | Ewangelie                     |
| H (013) | Codex Seidelianus II     | IX      | Ewangelie                     |
| L (020) | Codex Angelicus          | IX      | Dzieje, Listy                 |
| V (031) | Kodeks Moskiewski        | IX      | Ewangelie                     |
| Y (034) | Kodeks Macedoński        | IX      | Ewangelie                     |
| Θ (038) | Codex Koridethi          | IX      | Ewangelie (z wyjątkiem Mk)    |
| S (028) | Kodeks Watykański 354    | 949     | Ewangelie                     |

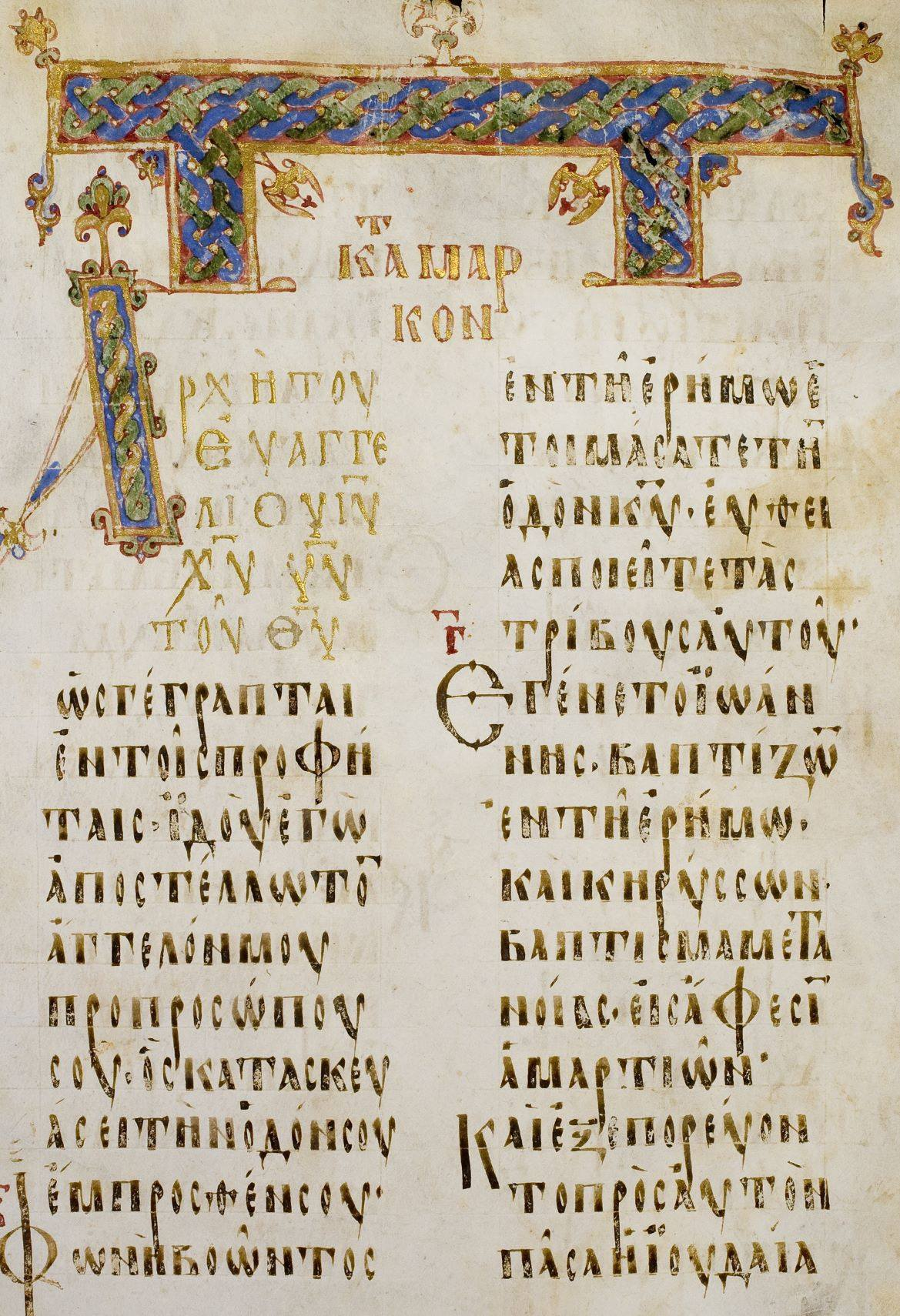
Codex Boreelianus, reprezentuje wczesną postać tekstu bizantyjskiego.

Tylko sześć rękopisów reprezentujących tekst bizantyjski sprzed wieku IX zachowało się do naszych czasów, ale wśród manuskryptów w IX wieku jest już dominujący, natomiast po XII wieku jest już niemal jedynym pozostającym w użyciu tekstem  Nowego Testamentu. 
Papirusy
Tylko {\displaystyle {\mathfrak {P}}^{73}}.
Majuskuły
Codex Mutinensis, Cyprius, Mosquensis I, Campianus, Petropolitanus Purp. (wiele obcych naleciałości), Sinopensis, Kodeks Gwelferbytański A, Guelferbytanus B, Nitriensis, Nanianus, Monacensis, Tischendorfianus IV, Sangallensis, Tischendorfianus III, Petropolitanus, Rossanensis, Codex Beratinus, Dionysiou, Vaticanus 2066, Kodeks 047, 049, 052, 053, 054, 056, 061, 063, 064, 065, 069 (?), 093 (Dzieje), 0103, 0104, 0105 (mieszany), 0116, 0133, 0134, 0135, 0136, 0142, 0151, 0197, 0211, 0246, 0248, 0253, 0255, 0257, 0265, 0269 (tekst mieszany), 0272, 0273 (?), 0281.
Minuskuły
Ponad 80% minuskułów reprezentuje tekst bizantyjski, około 20% ma tekst mieszany (bizantyjski jest jednym z elementów), a tylko 2% nie ma żadnych bizantyjskich naleciałości.
2, 3, 6 (Ewangelie i Dzieje), 8, 9, 11, 12, 14, 15, 18, 21, 23, 24, 25, 27, 28 (oprócz Marka), 29, 30, 32, 34, 35, 36, 37, 39, 40, 42, 44, 45, 46, 47, 49, 50, 52, 53, 54, 55, 57, 58, 60, 61 (Ewangelie i Dzieje), 63, 65, 66, 68, 69 (oprócz listów Pawła), 70, 73, 74, 75, 76, 77, 78, 80, 82, 83, 84, 89, 90, 92, 93, 95, 97, 98, 99, 100, 103, 104 (oprócz listów Pawła), 105, 107, 108, 109, 110, 111, 112, 116, 119, 120, 121, 122, 123, 125, 126, 127, 128, 129, 132, 133, 134, 135, 136, 137, 138, 139, 140, 141, 142, 143, 144, 146, 147, 148, 149, 150, 151, 155, 156, 159, 162, 167, 169, 170, 171, 177, 180 (oprócz Dziejów), 181 (tylko Objawienie), 182, 183, 185, 186, 187, 189, 190, 192, 193, 194, 195, 196, 197, 198, 199, 200, 201, 202, 203, 204, 205 (Listy), 206 (oprócz listów powszechnych), 207, 208, 209 (oprócz Ewangelii i Objawienia), 210, 212, 214, 215, 217, 218 (oprócz listów powszechnych i listów Pawła), 219, 220, 221, 223, 224, 226, 227, 231, 232, 235, 236, 237, 240, 243, 244, 245, 246, 247, 248, 250, 254 (oprócz listów powszechnych), 256 (oprócz listów Pawła), 259, 260, 261, 262, 263 (oprócz listów Pawła), 264, 266, 267, 268, 269, 270, 272, 275, 276, 277, 278a, 278b, 280, 281, 282, 283, 284, 285, 286, 287, 288, 289, 290, 291, 292, 293, 297, 300, 301, 302, 303, 304, 305, 306, 308, 309, 313, 314, 316, 319, 320, 324, 325, 327, 328, 329, 330 (oprócz listów Pawła), 331, 334, 335, 337, 342, 343, 344, 347, 350, 351, 352, 353, 354, 355, 356, 357, 358, 359, 360, 361, 362, 364, 365 (oprócz listów Pawła), 366, 367, 368, 369, 371, 373, 374, 375, 376, 378 (oprócz listów powszechnych), 379, 380, 381, 384, 385, 386, 387, 388, 390, 392, 393, 394, 395, 396, 398 (oprócz listów powszechnych), 399, 401, 402, 404, 405, 407, 408, 409, 410, 411, 412, 413, 414, 415, 417, 418, 419, 422, 425, 426, 429 (listy Pawła i Objawienie), 431 (oprócz Dziejów i listów powszechnych), 432, 438, 439, 443, 445, 446, 448, 449, 450, 451 (oprócz listów Pawła), 452, 454, 457, 458, 459 (oprócz listów Pawła), 461, 465, 466, 469, 470, 471, 473, 474, 475, 476, 477, 478, 479, 480, 481, 482, 483, 484, 485, 490, 491, 492, 493, 494, 496, 497, 498, 499, 500, 501, 502, 504, 505, 506, 507, 509, 510, 511, 512, 514, 516, 518, 519, 520, 521, 522 (oprócz Dziejów i listów powszechnych), 523, 524, 525, 526, 527, 528, 529, 530, 531, 532, 533, 534, 535, 538, 540, 541, 546, 547, 548, 549, 550, 551, 553, 554, 556, 558, 559, 560, 564, 568, 570, 571, 573, 574, 575, 577, 578, 580, 583, 584, 585, 586, 587, 588, 592, 593, 594, 596, 597, 600, 601, 602, 603, 604, 605, 607, 616, 618, 620, 622, 624, 625, 626, 627, 628, 632, 633, 634, 637, 638, 639, 640, 642 (oprócz listów powszechnych), 644, 645, 648, 649, 650, 651, 655, 656, 657, 660, 662, 663, 664, 666, 668, 669, 672, 673, 674, 677, 680, 684, 685, 686, 688, 689, 690, 691, 692, 694, 696, 698, 699, 705, 707, 708, 711, 714, 715, 717, 718, 721, 724, 725, 727, 729, 730, 731, 734, 736, 737, 739, 741, 745, 746, 748, 750, 754, 755, 756, 757, 758, 759, 760, 761, 762, 763, 764, 765, 768, 769, 770, 773, 774, 775, 777, 778, 779, 781, 782, 783, 784, 785, 786, 787, 789, 790, 793, 794, 797, 798, 799, 801, 802, 806, 808, 809, 811, 818, 819, 820, 824, 825, 830, 831, 833, 834, 835, 836, 839, 840, 841, 843, 844, 845, 846, 848, 852, 853, 857, 858, 860, 861, 862, 864, 866a, 867, 868, 870, 877, 880, 884, 886, 887, 889, 890, 893, 894, 896, 897, 898, 900, 901, 902, 904, 905, 906, 910, 911, 912, 914, 916, 917 (listy Pawła), 918 (listy Pawła), 919, 920, 921, 924, 928, 936, 937, 938, 942, 943, 944, 945 (Dzieje i listy powszechne), 950, 951, 952, 953, 955, 956, 957, 958, 959, 960, 961, 962, 963, 964, 965, 966, 967, 969, 970, 971, 973, 975, 977, 978, 980, 981, 987, 988, 991, 993, 994, 995, 997, 998, 999, 1000, 1003, 1004, 1006 (Ewangelie), 1007, 1008, 1010 (?), 1011, 1013, 1014, 1015, 1016, 1017, 1018, 1019, 1020, 1023, 1024, 1025, 1026, 1028, 1030, 1031, 1032, 1033, 1036, 1044, 1045, 1046, 1050, 1052, 1053, 1054, 1055, 1056, 1057, 1059, 1060, 1061, 1062, 1063, 1065, 1067 (oprócz listów powszechnych), 1068, 1069, 1070, 1072, 1073, 1074, 1075, 1076, 1077, 1078, 1080, 1081, 1083, 1085, 1087, 1088, 1089, 1094, 1099, 1100, 1101, 1103, 1104, 1105, 1107, 1110, 1112, 1119, 1121, 1123, 1129, 1148, 1149, 1150, 1161, 1168, 1169, 1171, 1172, 1173, 1174, 1176, 1177, 1185, 1186, 1187, 1188, 1189, 1190, 1191, 1193, 1196, 1197, 1198, 1199, 1200, 1201, 1202, 1203, 1205, 1206, 1207, 1208, 1209, 1211, 1212, 1213, 1214, 1215, 1217, 1218, 1220, 1221, 1222, 1223, 1224, 1225, 1226, 1227, 1231, 1241 (tylko Dzieje), 1251 (?), 1252, 1254, 1255, 1260, 1264, 1277, 1283, 1285, 1292 (oprócz listów powszechnych), 1296, 1297, 1298, 1299, 1300, 1301, 1303, 1305, 1309, 1310, 1312, 1313, 1314, 1315, 1316, 1317, 1318, 1319 (oprócz listów Pawła), 1320, 1323, 1324, 1328, 1330, 1331, 1334, 1339, 1340, 1341, 1343, 1345, 1347, 1350a, 1350b, 1351, 1352a, 1354, 1355, 1356, 1357, 1358, 1359 (oprócz listów powszechnych), 1360, 1362, 1364, 1367, 1370, 1373, 1374, 1377, 1384, 1385, 1392, 1395, 1398 (oprócz listów Pawła), 1400, 1409 (Ewangelie i listy Pawła), 1417, 1437, 1438, 1444, 1445, 1447, 1448 (oprócz listów powszechnych), 1449, 1452, 1470, 1476, 1482, 1483, 1492, 1503, 1504, 1506 (Ewangelie), 1508, 1513, 1514, 1516, 1517, 1520, 1521, 1523 (listy Pawła), 1539, 1540, 1542b (tylko Łukasz), 1543, 1545, 1547, 1548, 1556, 1566, 1570, 1572, 1573 (oprócz listów Pawła?), 1577, 1583, 1594, 1597, 1604, 1605, 1607, 1613, 1614, 1617, 1618, 1619, 1622, 1628, 1636, 1637, 1649, 1656, 1662, 1668, 1672, 1673, 1683, 1693, 1701, 1704 (oprócz Dziejów), 1714, 1717, 1720, 1723, 1725, 1726, 1727, 1728, 1730, 1731, 1732, 1733, 1734, 1736, 1737, 1738, 1740, 1741, 1742, 1743, 1745, 1746, 1747, 1748, 1749, 1750, 1752, 1754, 1755a, 1755b, 1756, 1757, 1759, 1761, 1762, 1763, 1767, 1768, 1770, 1771, 1772, 1800, 1821, 1826, 1828, 1829, 1835, 1841 (oprócz Objawienia), 1846 (tylko Dzieje), 1847, 1849, 1851, 1852 (tylko w Objawieniu), 1854 (oprócz Objawienia), 1855, 1856, 1858, 1859, 1860, 1861, 1862, 1869, 1870, 1872, 1874 (oprócz listów Pawła), 1876, 1877 (oprócz listów Pawła), 1878, 1879, 1880, 1882, 1883, 1888, 1889, 1891 (oprócz Dziejów), 1897, 1899, 1902, 1905, 1906, 1907, 1911, 1914, 1915, 1916, 1917, 1918, 1919, 1920, 1921, 1922, 1923, 1924, 1925, 1926, 1927, 1928, 1929, 1930, 1931, 1932, 1933, 1934, 1936, 1937, 1938, 1941, 1946, 1948, 1951, 1952, 1954, 1955, 1956, 1957, 1958, 1964, 1970, 1971, 1972, 1974, 1975, 1978, 1979, 1980, 1981, 1982, 1986, 1988, 1992, 1997, 1998, 2001, 2003, 2007, 2009, 2013, 2048, 2096, 2098, 2111, 2119, 2125, 2126, 2127 (oprócz listów Pawła), 2132, 2133, 2135, 2138 (tylko w Objawieniu), 2139, 2140, 2141, 2142, 2144, 2160, 2172, 2173, 2175, 2176, 2177, 2178, 2181, 2183, 2187, 2189, 2191, 2199, 2218, 2221, 2236, 2261, 2266, 2267, 2273, 2275, 2277, 2281, 2289, 2295, 2300, 2303, 2306, 2307, 2309, 2310, 2311, 2352, 2355, 2356, 2373, 2376, 2378, 2381, 2382, 2386, 2389, 2390, 2406, 2407, 2409, 2414, 2415, 2418, 2420, 2422, 2423, 2424, 2425, 2426, 2430, 2431, 2437, 2441, 2442, 2445, 2447, 2450, 2451, 2452, 2454, 2455, 2457, 2458, 2459, 2466, 2468, 2475, 2479, 2483, 2484, 2490, 2491, 2496, 2497, 2499, 2500, 2501, 2502, 2503, 2507, 2532, 2534, 2536, 2539, 2540, 2545, 2547, 2549, 2550, 2552, 2554, 255, 2558, 2559, 2562, 2563, 2567, 2571, 2572, 2573, 2578, 2579, 2581, 2584, 2587, 2593, 2600, 2619, 2624, 2626, 2627, 2629, 2631, 2633, 2634, 2635, 2636, 2637, 2639, 2645, 2646, 2649, 2650, 2651, 2653, 2656, 2657, 2658, 2660, 2661, 2665, 2666, 2671, 2673, 2675, 2679, 2690, 2691, 2696, 2698, 2699, 2700, 2704, 2711, 2712, 2716, 2721, 2722, 2723, 2724, 2725, 2727, 2729, 2746, 2760, 2761, 2765, 2767, 2773, 2774, 2775, 2779, 2780, 2781, 2782, 2783, 2784, 2785, 2787, 2790, 2791, 2794, 2815, 2817, 2829.

## Historia
Tekst powstał w IV wieku, w wyniku kilku recenzji. Pierwszej recenzji mógł dokonać Lucjan Męczennik . Po raz pierwszy pojawia się w cytatach Chryzostoma, jakkolwiek tekst Chryzostoma tylko w 75% zgadza się ze standardowym tekstem bizantyjskim. W poszczególnych sekcjach Nowego Testamentu historia tekstu była nieco inna. Tekst bizantyjski najbardziej się rozpanoszył w tekście Ewangelii (ze względu na harmonizację tekstu). W przypadku tekstu Apokalipsy tekst bizantyjski ma dwa podteksty, jeden związany z komentarzem Andrzeja z Cezarei (wykorzystał go Erazm), drugi związany z komentarzem Ekumeniusza i to jest również tekst bizantyjski, jakkolwiek nie textus receptus.
Pierwsze przekłady, które noszą cechy tekstu bizantyjskiego to przekład Wulfili na język gocki oraz Peszitta (przekład na język syryjski).

## Powstanie tekstu bizantyjskiego
W wiekach II-III była moda na archaizację języka literackiego. Zmiany językowe polegały na zmienianiu końcówki w 3 os. l. mn. w aoryście (ηλθαν i ειπαν uzyskują brzmienie ηλθον, ειπον). Zmieniano przypadki, tak aby to brzmiało poprawnie z punktu widzenia klasycznej greki. Dodawano partykułę μεν, dodawano rodzajniki, wszędzie tam, gdzie ich brakowało. Zmieniano szyk, np. w J 6,49 w zwrocie:
εν τη ερημω το μαννα (na pustyni manna) – kodeksy B, C, D, T, W, Θ
το μαννα εν τη ερημω (manna na pustyni) – kodeksy {\displaystyle \aleph }, A, L, Ψ, f1, f13, rękopisy tekstu bizantyjskiego
Mk 1,9
εις τον Ιορδανην υπο Ιωανου (w Jordanie przez Jana) – kodeksy {\displaystyle \aleph ,} B, D
υπο Ιωανου εις τον Ιορδανην (przez Jana w Jordanie) – kodeksy A, W
Udoskonaleniom tym poddawany był nie tylko tekst bizantyjski, dotknęły one również tekst zachodni, a nawet najlepszych przedstawicieli tekstu aleksandryjskiego, jakkolwiek w znacznie mniejszym stopniu.
Tekst Ewangelii był harmonizowany przez kopistów. Za przykład może służyć Mt 16,2a-3.
Język grecki ewoluował (Dawid najpierw się zapisywało Δαυιδ, po roku 200 – Δαυειδ, a w epoce bizantyjskiej – Δαβιδ). Ewolucja ta dotknęła w mniejszym stopniu teksty: aleksandryjski, cezarejski i zachodni, ale tekst bizantyjski jest końcowym rezultatem owej ewolucji.
Tekst bizantyjski powstał w IV wieku w Konstantynopolu, podczas walk polemicznych z arianami. Również dogmaty uchwalane w wiekach IV-V odcisnęły swoje piętno na tekście bizantyjskim.

## Rozpowszechnienie tekstu bizantyjskiego
Zdaniem Streetera w IV wieku istniało kilka silnych ośrodków, takie jak Antiochia, Cezarea, Aleksandria, Konstantynopol, także Jerozolima (Rzym używał już łaciny) i każdy z nich miał swój własny tekst. Tekst bizantyjski, to tekst związany z Konstantynopolem. Islam eliminując znaczenie takich ośrodków jak Cezarea, Jerozolima, Aleksandria, a od XI wieku także i Antiochii spowodował, że w użyciu pozostał tylko tekst bizantyjski. Tekst cezarejski nie istniał już od XI wieku, tekst zachodni był już całkowicie zmarginalizowany, a w XIV wieku zaniknął. Tekst aleksandryjski był jeszcze przepisywany w Paryżu w wieku XIII, by zaginąć w wieku XV. Po roku 1453, po upadku Konstantynopola, spłynęło do Europy zachodniej około 500 rękopisów z Bizancjum i to jest przyczyna, dla której w wieku XVI tylko tekst bizantyjski był brany pod uwagę.

## Współczesność
Karl Lachmann był pierwszym biblistą, który w swoim wydaniu tekstu NT zerwał z Textus Receptus. Zignorował całkowicie dotychczasowe wydania, oparł się na starożytnych rękopisach, odrzucił późne rękopisy. Współczesne krytyczne wydania greckiego tekstu Nowego Testamentu (reprezentowane przez UBS/NA) zasadniczo reprezentują  aleksandryjską tradycję tekstualną, jednak niektórzy krytycy, jak np. Robinson oraz Hodges nadal faworyzują tekst bizantyjski i publikują swoje wydania greckiego tekstu Nowego Testamentu według tradycji bizantyjskiej. Harry A. Sturz próbował wykazać, że tekst bizantyjski istniał przed wiekiem IV. Wyliczył 150 wariantów z wczesnych rękopisów papirusowych. Jednak tylko nieliczne z nich są charakterystyczne tylko dla tekstu bizantyjskiego. Większość z nich jest obecna w innych tradycjach tekstualnych. Według Daniela Wallace'go tylko 8 spośród 150 wariantów Sturza reprezentuje wyłącznie tekst bizantyjski. 
Zachodzi około 6,500 różnic pomiędzy tekstem bizantyjskim, a krytycznymi wydaniami tekstu NT, jakkolwiek w 98% są z sobą zgodne.
W roku 1999, pod naciskiem fundamentalnych kościołów (przede wszystkim prawosławnych), zrzeszonych w United Bible Societies, przystąpiono do naukowego opracowania bizantyjskiego tekstu Nowego Testamentu. Przy wyborze rękopisów, na podstawie których miano utworzyć tekst, zastosowano następujące kryteria:
- Tekst rękopisów musi być bliski dla drukowanych wydań tekstu bizantyjskiego (zwłaszcza wydania patriarchalnego z 1904 roku)
- Język rękopisu musi być możliwie najlepszy

Żadne z tych kryteriów nie jest naukowe, niemniej w ich wyniku wyłoniono minuskuł 35 z XI wieku, ze względu na regularną gramatykę i niewielkie odchylenia od późniejszych drukowanych wydań tekstu bizantyjskiego. Spośród majuskułów wykorzystany został przede wszystkim 038 (Θ), ponieważ jego tekst mieści się jeszcze w bizantyjskiej tradycji tekstu. Minuskuły po XI wieku, obecne w aparacie krytycznym, nie miały wpływu na tekst zasadniczy. Również rękopisy pochodzące sprzed IX wieku umieszczone zostały w aparacie krytycznym. W roku 2007 ukazała się Ewangelia Jana (The Gospel According to John in the Byzantine Tradition, Deutsche Bibelgesellschaft, Stuttgart 2007).
W roku 2005 ukazało się drukiem krytyczne wydanie tekstów bizantyjskich opracowane przez Maurice A. Robinsona i Williama G. Pierponta, pt. The New Testament in The Original Greek Byzantine Textform 2005, nakładem Chilton Book Publishing Company Southborough, Massachusetts, oparte na odmiennych niż ww. kryteriach prawosławne. Autorzy opracowania, jako edytorzy zastosowali konsekwentnie aparat krytyczny Johna Wiliama Burgona dla całego greckiego Nowego Testamentu. Bizantyjskie Objawienie Jana zostało zaś odtworzone na podstawie pełnego zestawienia dokumentów historycznych Hermana Charlesa Hoskiera. Od roku 2013 trwają prace nad polskim przekładem Nowego Testamentu na podstawie tego opracowania.